# キシルロース
キシルロース (xylulose) はケトース、五炭糖に分類される単糖の一種である。化学式はC5H10O5で、自然界にはL体、D体の両エナンチオマーがともに存在する。
代謝系においては、キシロースからキシロースイソメラーゼによる異性化、またはキシリトールからキシリトールデヒドロゲナーゼによる脱水素化により生成する。その後キシルロキナーゼによってリン酸化されキシルロース-5-リン酸となり、ペントースリン酸経路に入る。
L-キシルロースは五炭糖尿症患者の尿に蓄積する。L-キシルロースはD-グルコースと同様に還元糖としての反応を持つため、五炭糖尿症患者は昔、糖尿病であるという誤った診断を下されることがあった。